# Поль, Эльдор
Эльдор Поль (нем. Eldor Pohl; 9 января 1857, Грюнталь, Восточная Пруссия (ныне Зеленцово, в составе города Правдинск Калининградской области) — 22 апреля 1935, Тильзит) — немецкий юрист, политик, с 1900 по 1924 годы был мэром города Тильзита.
После окончания школы Поль изучал право в Кёнигсбергском университете, где проявил хорошие способности к фехтованию. После завершения обучения в университете в 1895 году, Поль вошел в городской совет Кёнигсберга в качестве заместителя судьи. Пять лет спустя он был избран в Тильзите мэром города на 12 лет, сменив предыдущего обер-бургомистра — Роберта Тезинга. Тильзит, второй город по величине в Восточной Пруссии, находился в потрясающе удобном месте на реке Мемель. В XIX веке этот город расцвёл и выделился из числа ему подобных местечек Восточной Пруссии. Тильзит считался «городом, которому нет равных», это был город бурно развивающейся торговли и коммерции.

## Тильзит
Вскоре после того, как Поль пришел в мэрию Тильзита, город почувствовал на себе его энергию и активность во всех общественно значимых вопросах. Когда он был избран на пост мэра в 1900 году, город насчитывал 30 тысяч жителей, но в 1924 году, когда Эльдор Поль уходил на пенсию, население Тильзита уже перевалило за 50-тысячную отметку. В 1900 году в городе появилось трамвайное движение. Стали развиваться дорожная сеть и канализация, была сооружена новая водонапорная башня. В 1908 году был открыт новый район загородных домов у Мельничного пруда (сейчас городское озеро города Советска), который соединялся автодорожным мостом с новой реальной гимназией Тильзита и открывшимся Ботаническим садом. В это время в городе были построены несколько игровых площадок, школ, променадов (тот променад, что проходил вокруг городского озера, получил у жителей название Эльдорадо — в честь Эльдора Поля), а также дом престарелых и ипподром. В новом лесном кладбище появился один из первых в Германии крематориев. Территория города увеличивалась, особенное внимание уделялось театру, на набережной реки Мемель был построены новые доки. В 1907 году закончено строительство моста Королевы Луизы длиной 416 метров. Узнаваемый силуэт моста с аркой и башенками стал лицом и символом города. Парк Якоба и зеленые насаждения в нём получили новое, еще более ухоженное, лицо. 2 декабря 1912 года Поль был избран на пост обер-бургомистра города еще на 12 лет.

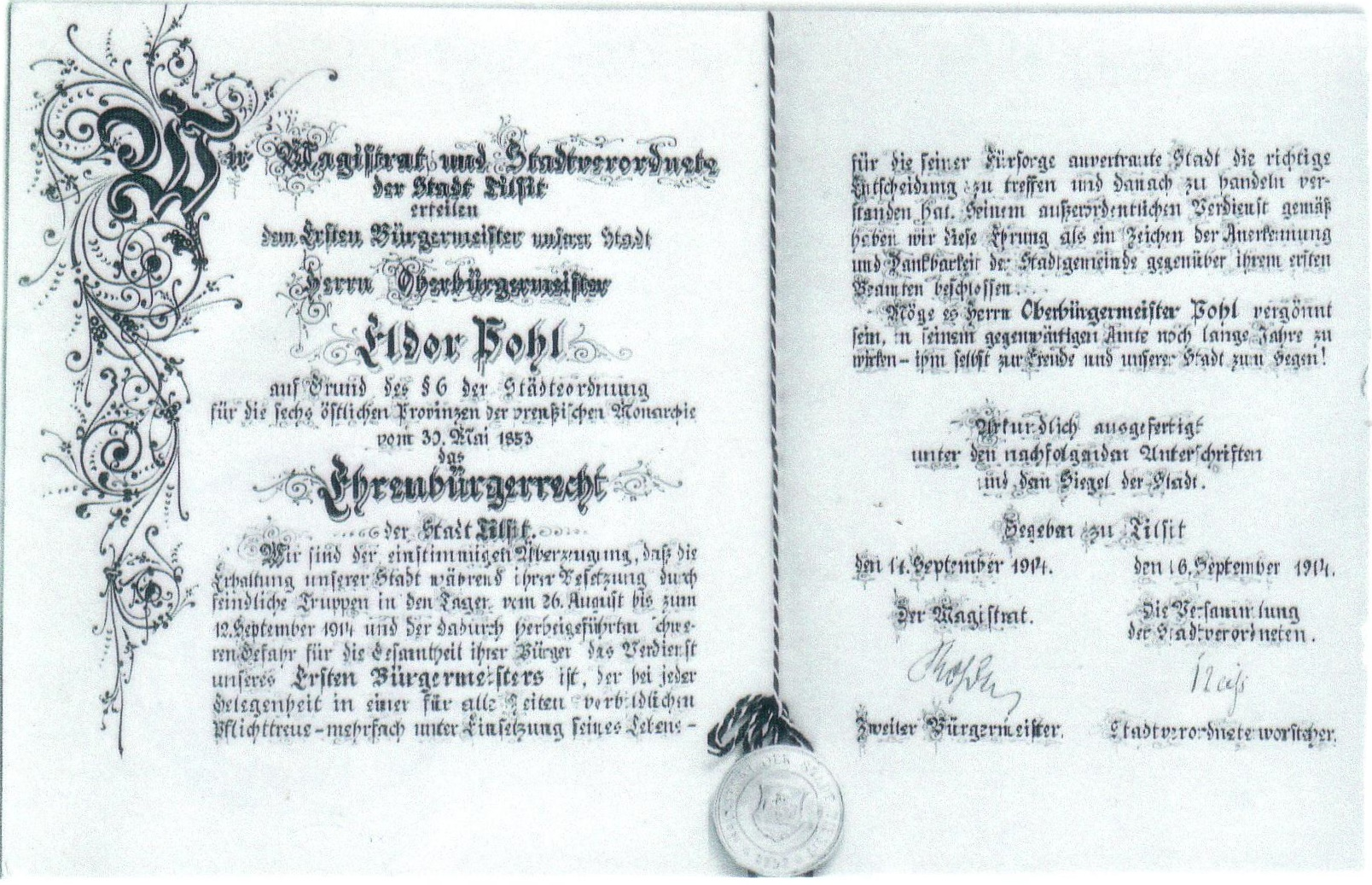
Сертификат почётного гражданина города Тильзит для Эльдора Поля (1914)

Широкую известность Эльдор Поль получил в августе-сентябре 1914 года, когда русские войска в начале Первой мировой войны заняли город. Поль не только остался на своей должности, но и должен был взять на себя управление еще двумя округами. Его разумное и осмотрительное поведение способствовало спасению города, который и так довольно сильно пострадал. Тильзитцы должны благодарить Поля за то, что он сохранил два немецких моста через Мемель (в том числе мост королевы Луизы), к подрыву которых немецкие саперы хотели приступить в ночь с 24 на 25 августа 1914 года. Важным стало мгновение, когда русский комендант города подполковник Богданов дал в руку Полю российский флаг и тот передал его пожарному, чтобы тот вывесил на ратуше. Это показывает спокойную и рассудительную позицию Поля, которая передавалась оккупационным русским войскам, которые также вели себя мягко и благоразумно. Даже в то время Поль заботился о соблюдении законности и порядка — работали школы, полицейские ходили в гражданской одежде, вовремя платилась контрибуция. Когда русские войска оставили город, жители встречали мэра восторженно, уже 14 сентября 1914 года он был утвержден почётным гражданином Тильзита. Тогда же его именем был назван променад вокруг Мельничного пруда. В сентябре 1915 года Поль был награждён Железным крестом.
Версальский мирный договор принес городу много проблем — в экономическом развитии наступила стагнация, особенно сильно это отразилось на успешных ранее торговле лесом и мукольно-крупяном производством. Целлюлозная фабрика, которая считалась второй по величине в Европе, практически остановилась. Однако в этот непростой период Поль по-прежнему работал с огромной и неослабевающей энергией — был построен промышленный порт, активно велось жилищное строительство, была проведена модернизация пожарной службы, в черту Тильзита были включены городские окраины. Весной 1924 года в возрасте 67 лет Эльдор Поль ушел на пенсию.